# Принт

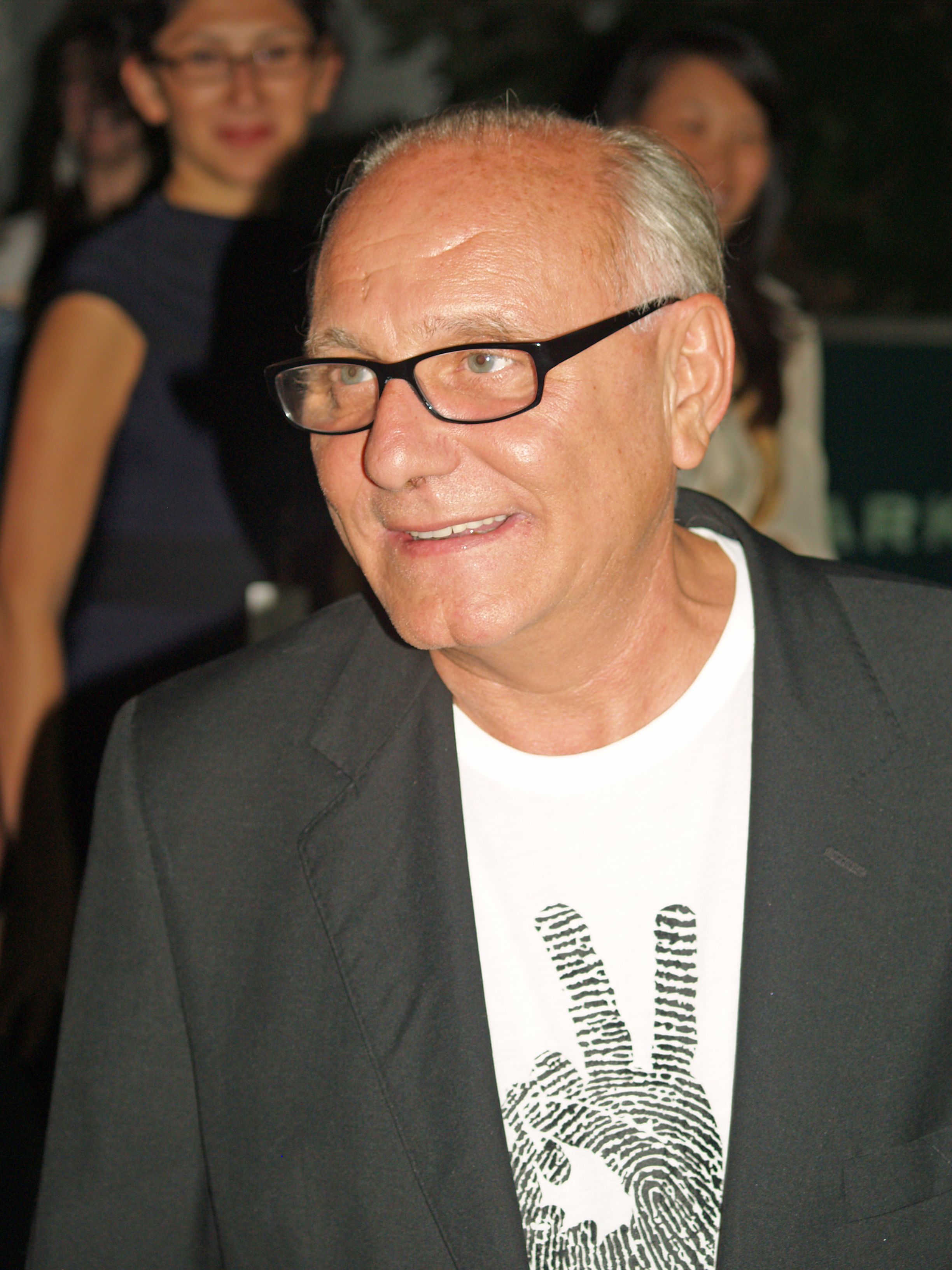
Оригинальный принт на футболке дизайнера Макса Азриа.

Принт (или печать, орнамент; от англ. Print — печать) — печать текста и изображений (рисунок, или фотография), нанесённое определённым способом на бумагу, ткань (прямая печать на ткани, термотрансфер) или другую поверхность.

## Виды
Область применения:
- полиграфический дизайн
- дизайн одежды (в индустрии моды)
- дизайн упаковки
- реклама: рекламные принты (постеры или плакаты) — особый вид рекламного слогана, выраженный не столько словами, сколько средствами изобразительного искусства
- Принты на мебели

Выделяют:
- арт-принты — оригинальные, непохожие на другие
- авторские принты — работы отдельных, чаще всего знаменитых дизайнеров

По стилю различают:
- ретро-принты
- абстрактные принты

По форме:
- геометрические принты (узоры на ткани)

По технике исполнения:
- 3D-принты

## Использование
Разрабатывает принты дизайнер по принтам или художник по принтам.
Принт может наносится не только на одежду, но и на металл, дерево, фарфор и другие материалы. Также часто принты используют для нанесения на бумагу — обои — таким образом получая определённый дизайнерский эффект.

## Галерея

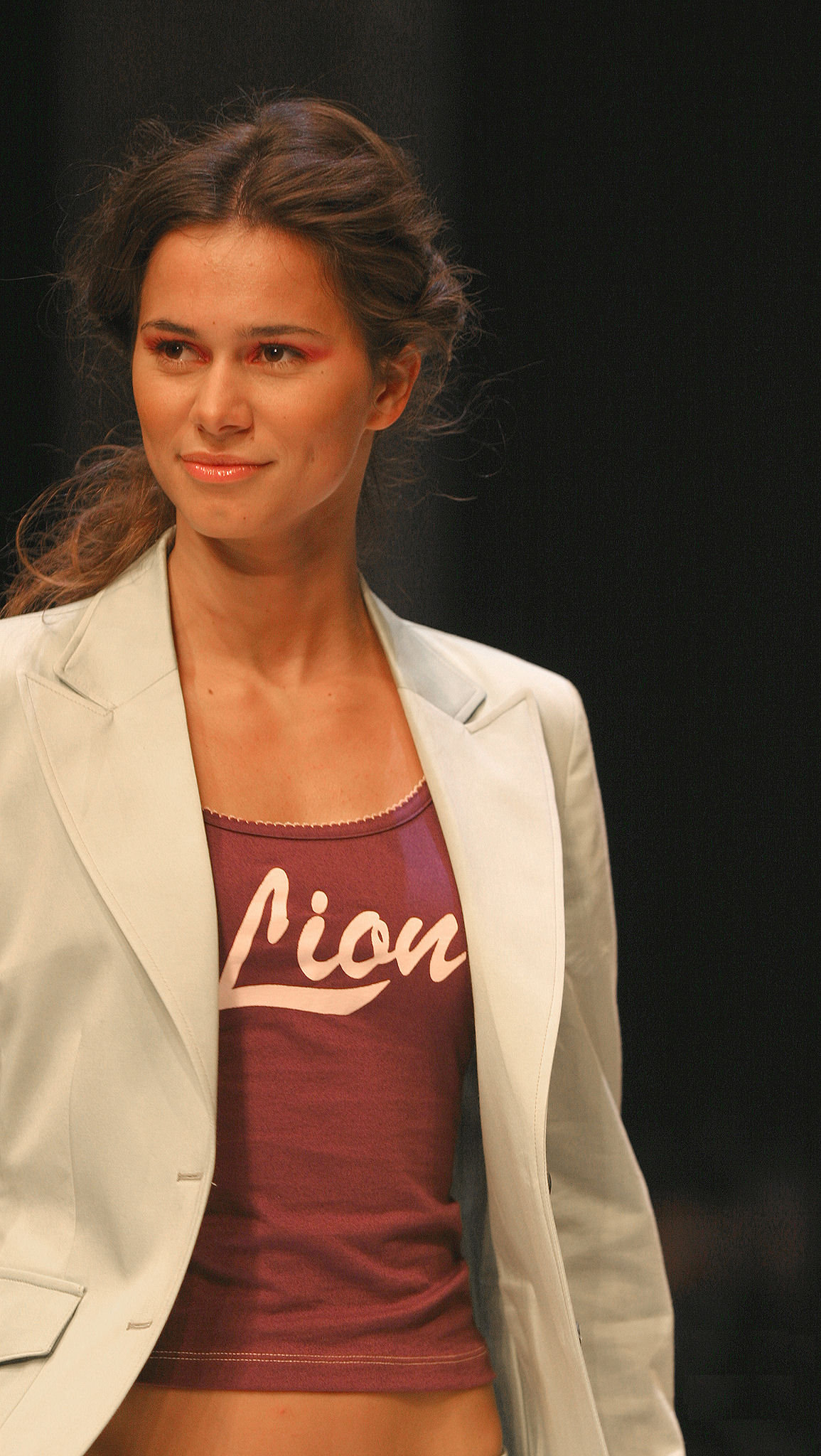
Принт в виде надписи на топе модели.
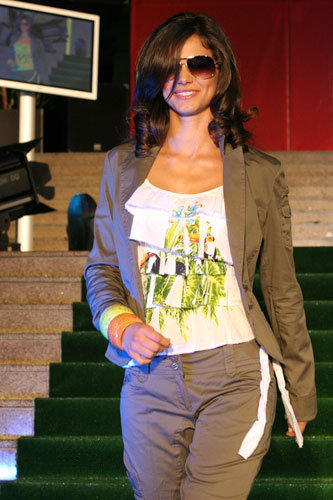
Принт в виде рисунка на одежде.
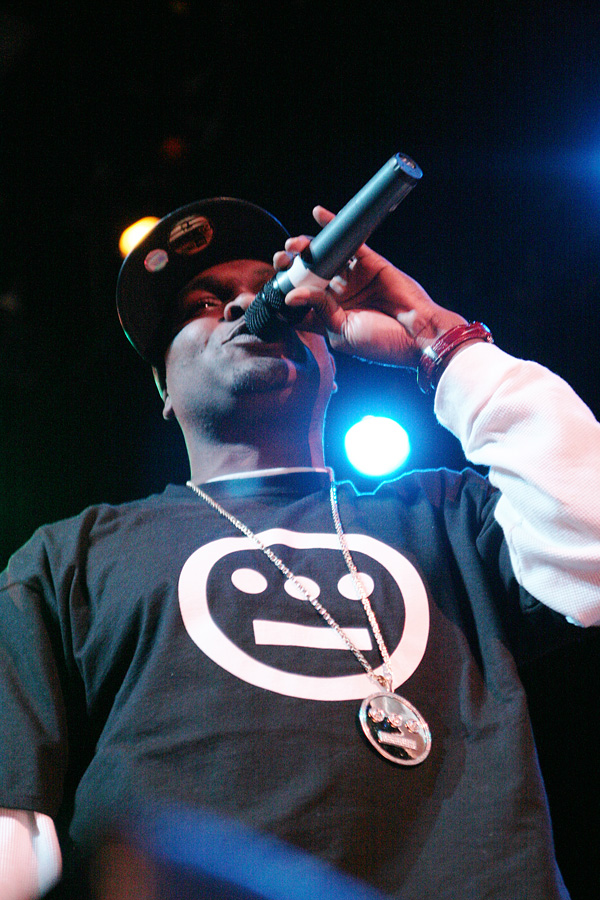
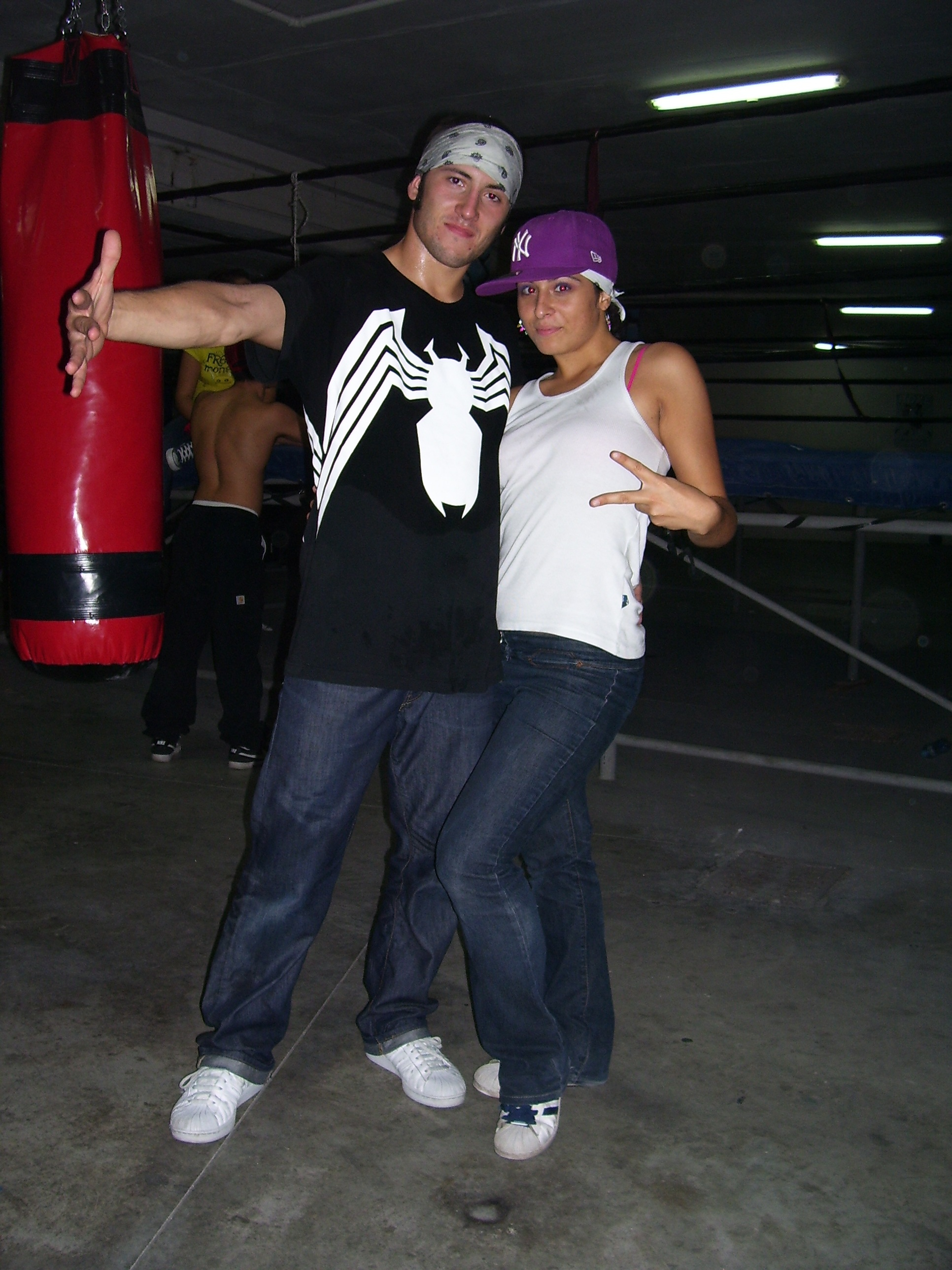
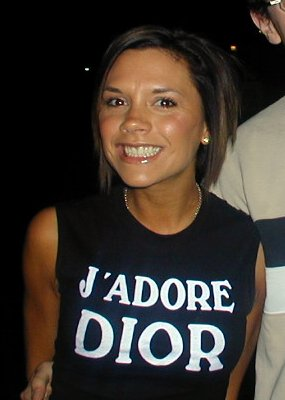
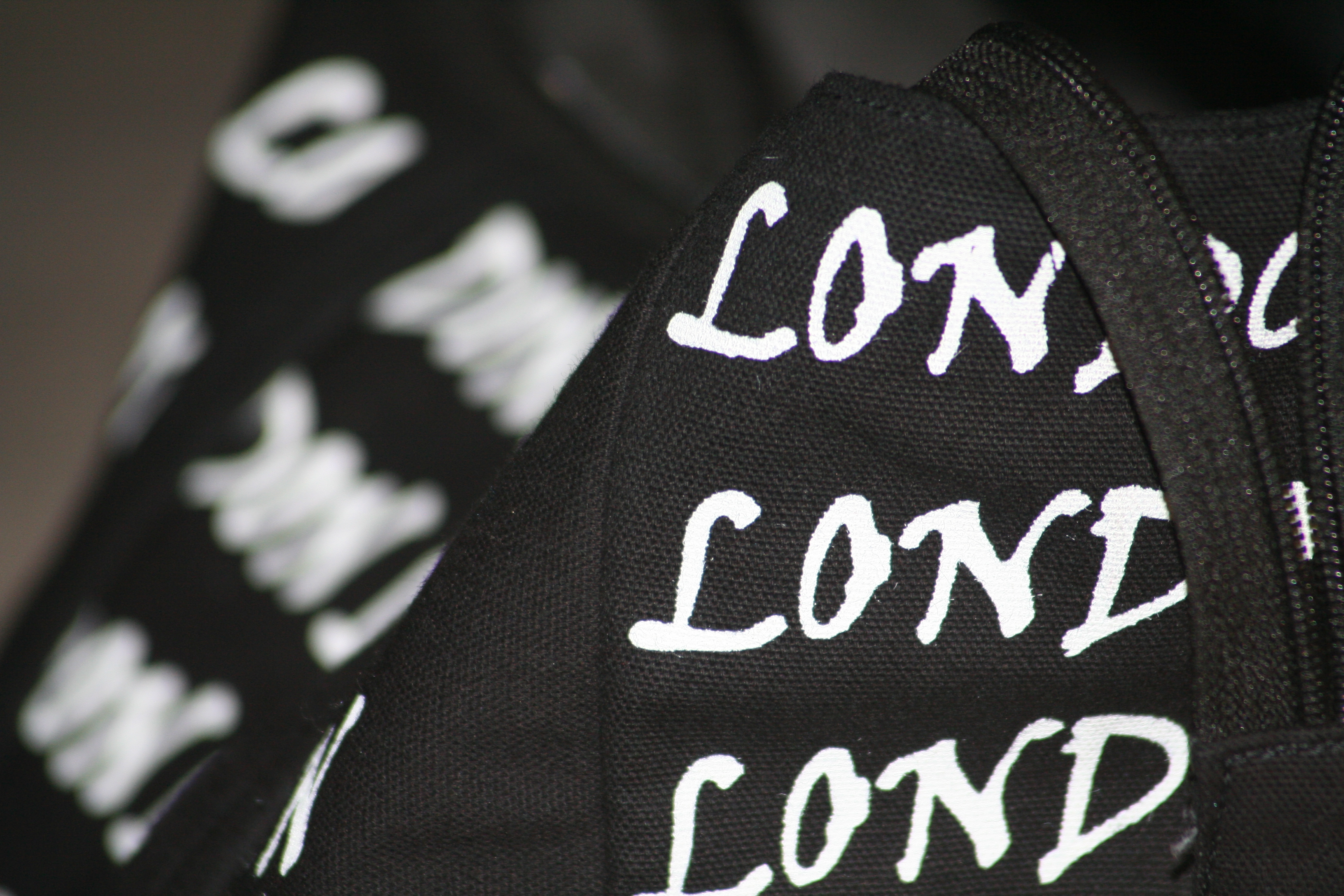
Принт на сумке.